# Sceleocantha glabricollis
Sceleocantha glabricollis är en skalbaggsart som beskrevs av Edward Newman 1840. Sceleocantha glabricollis ingår i släktet Sceleocantha och familjen långhorningar. Inga underarter finns listade i Catalogue of Life.